# Suicides Love Story
SUICIDES LOVE STORY là single thứ 10 của Nana Kitade, ra mắt ngày 5 tháng 3 năm 2008. Single xếp hạng 64 trên Oricon charts và trụ lại trong hai tuần. Track chính SUICIDES LOVE STORY là một bài hát Rock-ballad khá nhẹ nhàng hiếm có của Kitade. Track 2 và 3 vẫn là những bản nhạc rock quen thuộc theo đúng phong cách của cô. Single được chon làm Ending 1 cho anime "Persona -trinity soul-".

## MV
Video bắt đầu bằng hình ảnh Nana Kitade mặc chiếc váy trắng và hát trên một khoảng sân rộng lát đá và phía sau là một bức tường đá cao lớn. Cảnh nền sau đó là một chiếc cầu, rồi quay trở lại khoảng sân lúc đầu nhưng bức tường đã bị phá vỡ, nhìn ra phía bên ngoài xa xăm. Đôi lúc xen vào hình ảnh bầu trời mây trắng đượm buồn. Một điểm không thay đổi là dưới chân và xung quanh cô luôn có rất nhiều những chiếc lông vũ đỏ rực bay lượn. Xuyên suốt video clip là 3 màu chính: màu xám lạnh của những bức tường đá, màu đỏ máu của mái tóc Nana Kitade và những sợi lông vũ và màu trắng của bầu trời.
Cuối video, Kitade đứng trước bức tường đã bị phá vỡ và tự sát. Từ nơi cô ngã gục xuống, một cây anh đào vươn lên, có lẽ chính là sự tái sinh của cô. Việc này là theo một truyền thuyết của Nhật Bản: cái giá cho sự tự sát chính là hoá thành cây anh đào và bị một con chim đến đục lên mãi mãi.

## Danh sách bài hát
```
1. Suicides Love Story
2. Setsuna no Kizuna (刹那の絆)
3. Tsuiraku (墜落)
4. Suicides Love Story ~Instrumental~
```